# Verlieben verboten
Verlieben verboten ist eine Komödie von Dana Lustig, die 2005 in den Vereinigten Staaten produziert wurde.

## Handlung
Die 28-jährige Katya Livingston lebt in San Francisco. Sie träumt von einer Position in der High Society der Stadt. Um das Ziel zu erreichen, betreibt sie Urkundenfälschung und trägt gefälschte Markenkleidung. Sie ist sogar bereit, mit fremden Männern  zu schlafen.
Katya bemüht sich um die Einladung auf eine angesagte Party. In dieser Zeit verliebt sie sich in Charles Fitz, der keine gehobene gesellschaftliche Stellung hat.

## Kritiken
- Save.TV schrieb, der Film sei charmant. Die schauspielerische Leistung von Jennifer Love Hewitt wurde gelobt.[1]

## Hintergründe
Das Drehbuch wurde anhand eines Romans von Adele Lang geschrieben. Die Dreharbeiten begannen am 9. August 2004 und endeten am 31. August 2004. Die Komödie wurde in Victoria, British Columbia, Kanada gedreht. Die Veröffentlichung in den USA erfolgte am 12. März 2005, in Brasilien am 19. April 2005, im Vereinigten Königreich am 10. Oktober 2005.